# Metropolia Passo Fundo
Metropolia Passo Fundo – metropolia Kościoła rzymskokatolickiego w Brazylii. Składa się z metropolitalnej archidiecezji Pelotas i trzech diecezji. Została erygowana 13 kwietnia 2011 konstytucją apostolską Ad totius dominici papieża Benedykta XVI. Od 2015 godność arcybiskupa metropolity sprawuje abp Rodolfo Luís Weber.
W skład metropolii wchodzą:
- Archidiecezja Passo Fundo
  - Diecezja Erexim
  - Diecezja Frederico Westphalen
  - Diecezja Vacaria

Prowincja kościelna Passo Fundo wraz z metropoliami Porto Alegre, Santa Maria i Pelotas tworzą region kościelny Sul 3, zwany też regionem Rio Grande do Sul.

## Metropolici
- Pedro Ercílio Simon (2011 - 2012)
- Antônio Carlos Altieri (2012 - 2015)
- Rodolfo Luís Weber (od 2015)